# フィロタス

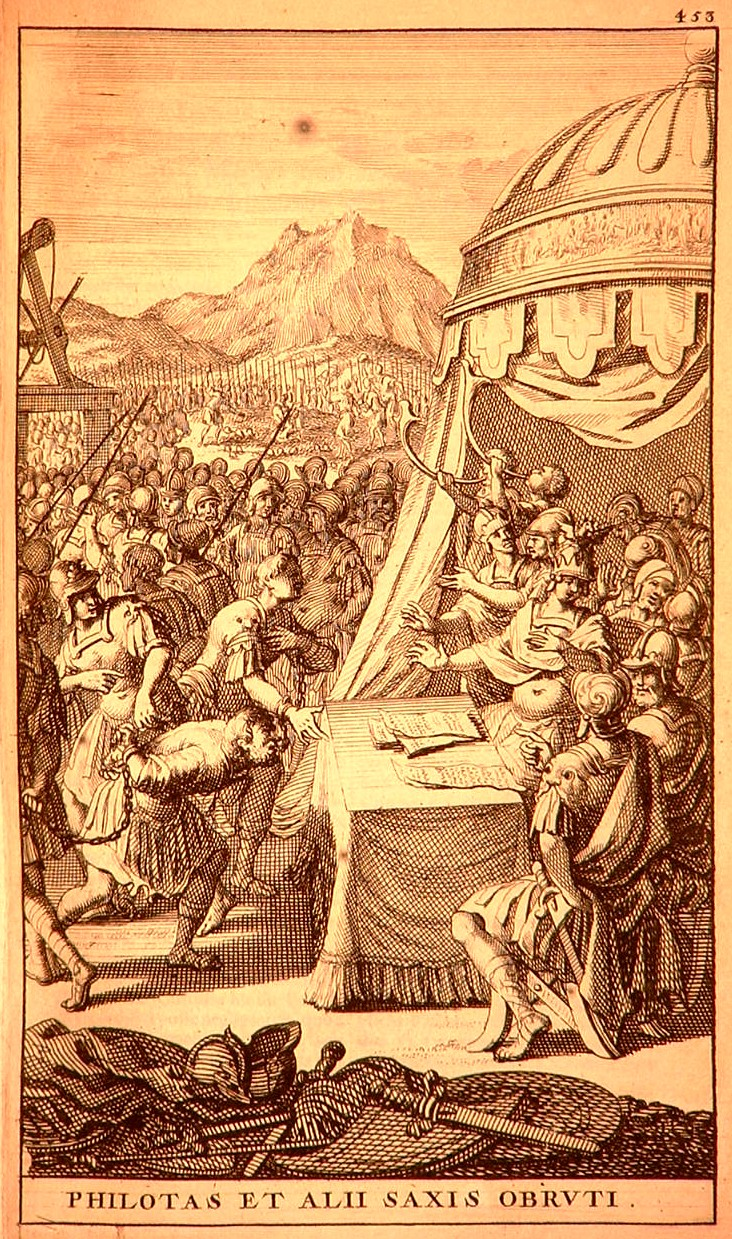
フィロタス

フィロタス（ピロタスとも、希: Φιλώτας, ラテン文字転記: Philṓtas, ? - 紀元前330年10月）はアレクサンドロス3世に仕えたマケドニアの将軍の一人で、重臣パルメニオンの息子である。
フィロタスはアレクサンドロス3世に最も古くから付き従った股肱の一人であり、マケドニア軍で最も重要な8つの支隊（それぞれ225人の騎手）の騎馬部隊で編成される騎馬軍団最高司令官であった。グラニコス川の戦い（紀元前334年）後のミレトスでの攻防戦では、フィロタスはミレトス港を包囲するペルシア艦隊の着岸を妨げ、敵の侵攻を防いだ。
しかし、東方遠征に従軍中、フィロタスは若手将校らが企てたアレクサンドロス3世暗殺未遂事件の首謀者としてその名が挙がった。アレクサンドロス3世は一度はフィロタスを許すが、その後フィロタスの義兄弟から新たな証言があり、再逮捕後の軍法会議で有罪を言い渡されたフィロタスは処刑された。一説によると陰でアレクサンドロス3世を批判していたことを密告され、アレクサンドロス3世から疎まれていたために、この暗殺未遂事件の首謀者という汚名を着せられ処刑されたとも言われる。
後に父のパルメニオンもアレクサンドロス3世により暗殺された。